# North Windham (Maine)
North Windham é uma Região censo-designada localizada no estado americano de Maine, no Condado de Cumberland.

## Demografia
Segundo o censo americano de 2000, a sua população era de 4568 habitantes.

## Geografia
De acordo com o United States Census Bureau tem uma área de
18,8 km², dos quais 18,0 km² cobertos por terra e 0,8 km² cobertos por água.

## Localidades na vizinhança
O diagrama seguinte representa as localidades num raio de 24 km ao redor de North Windham.